# Długi Łaz
Długi Łaz (680 m n.p.m.) – góra na wschodnim krańcu w Beskidu Niskiego. Stanowi drugi (w kierunku na południowy wschód) segment pasemka Kamienia nad Rzepedzią i Długiego Łazu i jednocześnie ostatni element Pasma Bukowicy (w szerszym pojęciu).
Oddzielony od Kamienia płytkim, rozległym siodłem (ok. 630 m n.p.m.) ciągnie się Długi Łaz na południowy wschód zrównanym grzbietem o kilku niewybitnych kulminacjach o wysokościach od 670 do 680 m n.p.m. (najwyższa: północno-zachodnia) na długości blisko 2,5 km, po czym opada ku dolinie Osławicy tuż przed jej ujściem do Osławy, w rejonie dawnych zakładów drzewnych w Rzepedzi. Od północnego wschodu ogranicza go dolina Rzepedki, pd południowego zachodu – dolina Jawornika. Stoki dość strome, z rzadka rozcięte dopływami obu wzmiankowanych potoków.
Całkowicie zalesiony, pozbawiony dogodnej sieci dróg leśnych, nie jest celem zainteresowań turystów.